# Rai 2
Rai 2 é o segundo canal de televisão estatal italiano. É um canal generalista, voltado para o público juvenil, transmitindo talk shows, reality shows, informação, entretenimento e séries.

## Programmas
- Teletubbies
- Baby Felix
- Digimon
- Pretty Cure
- Zorori
- Monster Rancher
- Medarot
- Duel Masters
- Battle Spirits
- Nadja
- Code Lyoko
- Monster Allergy
- Martin Mystery
- Winx Club
- TG2
- Roma
- Stryx
- Sharky & George
- Crossing Lines
- Turma da Mônica